# Мальдівський ларі
Ларі, Ларін (мальд. ލާރި) — розмінна монета держави Мальдіви, 1/100 Мальдівської руфії. В обігу знаходяться монети 50, 25, 10, 5, 2 і 1 ларі, виготовлені з міді і мідно-нікелевого сплаву.

## Історія

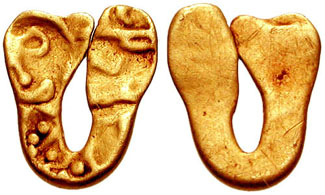
Перський ларін XVI—XVII століття

Назва мальдівського ларі походить від середньовічного Ларіна, що мав ходіння в XVI—XVII століттях на Аравійському півострові, в Перській і Бенгальській затоках, на о. Цейлон та на інших островах Індійського океану. Вважається, що Ларін вперше з'явився в перській місті Лара. Ларін був шматком срібного дроту завдовжки близько 10 см, діаметром близько 2 мм і вагою 4,5-5 г, вигнутий у формі риболовецького гачка (буквою  C ,  J  або  S ) і містить на собі викарбувані вислови з Корану й імена правителів.
Перші монети вартістю 50, 20, 10, 5, 2 і 1 ларі були викарбувані в 1960 році, починаючи з 1980-х років найдрібніші монети почали вилучатися, однак вони мають ходіння досі.